# Lill-Stuorrajaure
Lill-Stuorrajaure är en sjö i Jokkmokks kommun i Lappland och ingår i Luleälvens huvudavrinningsområde.